# 林将平
林 将平（はやし しょうへい、男性、1987年6月6日 -）は、福岡県出身の劇作家・脚本家・演出家・演技講師。

## 略歴
- 1997年-98年 福岡県の児童演劇育成講座えんげきひろばにて、演出家・斎藤豊治に師事。えんげきひろば第一期生として舞台に立つ。
- 2003年 えんげきひろば卒業。卒業後も同養成機関にてインストラクターを務める。
- 2006年 高校に通いながら地元劇団に入団し、また国民文化祭のミュージカルや音楽劇、小劇場でのストレートプレイなど大小さまざまな舞台に多数出演。
- 2008年 上京。プロダクションや劇団で、これまでどおり下積みを重ね、約40本の舞台や映像作品に出演
- 2010年 演出家・劇作家に転身。自身のプロデュース公演や外部の舞台演出・脚本を手がける
- 2012年 劇団「teamオムレット」創立・旗揚げ。座長として運営しつつ、全作品の脚本・演出を務め、プロデュースを進行。
- 2014年 日本演出者協会加入
- 2017年 ソロプロジェクトとして萩藤久典、宮原翔とともにS.H.Produce立ち上げ
- 2022年 一般女性との結婚を発表

## 人物像

### 趣味・好きなもの
- 博物館巡り・茶道・殺陣[1]。
- 好きな食べ物は 焼きそば・オムライス。ラムネ菓子
- どちらかと言うとインドア派。但し、家に閉じこもっているより映画館やプラネタリウム等に出かけてインドアを楽しみたい、と以前出演した番組で話す。｢(自称)オープンスタイルの引きこもり｣
- 自信が主催した25周年イベントでは、ゲスト陣に揃って「おっちょこちょい」と揶揄される。しっかりしているが抜けているタイプ。
- ロマンティックな作風に定評があるという意味だが、後輩たちからは楽屋で「ミスター・ロマンチスト」と揶揄されていると、イベントで声優の堀江一眞から暴露されていた。

## 主な上演作品

### 舞台演出
- S.H.Produce
  - 「星空ともぐら」（2017年7月）サンモールSD
  - 「鶫-Long for spring-」(2019年11月-12月)築地ブディストホール 主演：有村藍里
  - 「お気に召すまま-AS YOU LIKE IT-」(2021年4月)下落合TASCCS1179　原作：W・シェイクスピア　主演：富山智帆
  - 朗読舞台「Brand New Day/旅立ちの約束」(2022年6月)阿佐ヶ谷アルシェ
  - 朗読舞台「君の未来が僕の未来/もしも心が持てたなら」(2024年3月)阿佐ヶ谷アルシェ
  - 朗読舞台「ワーニャ伯父さん/母がいた書斎」(2024年6月)阿佐ヶ谷アルシェ
  - 「鈍色の花」(2024年12月)下落合TACCS1179　主演：藤村忠生　富山智帆
- オムレット公演（全作品　脚本・演出）
  - 5周年記念公演「BLUE～龍宮ものがたり～」(2017年10月　新宿シアターモリエール）
  - 「LIMIT」(2016年12月　ザムザ阿佐ヶ谷）
  - 定期公演「タンペン。」シリーズ　短編集公演(2016年5月～11月　かもめ座・アトリエファンファーレ）
  - 第七回本公演「RIVER-桃太郎漂流記-」(2014年12月　武蔵野芸能劇場）
  - 第六回本公演「RING-クリスマスに花束を-」(2014年12月　西荻ターミナル）
  - 第五回本公演「HARVEST -日本女医第一号-」(2014年7月　座・高円寺２）
  - イベントOmelet Live内 短編作品「クリスマスには花束を」(2013年12月　SPACE WITH）
  - 第四回本公演「COMBAT～怨ミ晴ラサデオクベキカ～」(2013年10月　ザムザ阿佐ヶ谷）
  - 番外公演Vol.2「LOVERS」(2013年8月　ザムザ阿佐ヶ谷）
  - 第三回本公演「BLOSSOM～枯れ木に花を～」(2013年3月　ザムザ阿佐ヶ谷）
  - 第二回本公演「BLUE～龍宮ものがたり～」(2012年12月　ザムザ阿佐ヶ谷）
  - 番外公演「FILM.」(2012年8月　ザムザ阿佐ヶ谷）
  - 第一回本公演「flower～もう一つの旗揚げ公演～」(2012年4月　かもめ座）

### 作品提供
- 「イノチツカマエ」演劇集団バルビー　脚本提供（2010年9月）
- 「BOND OR CONFLICT」K-FRONT＋Vol.1　脚本・演出（2012年5月）
- 「Each Method Of The Extreme」K-FRONT＋Vol.2　舞台演出（2012年10月）
- 「Not The Same,Yat The Same」Cota-rsプロデュース　脚本提供（2012年11月）
- 「Limit Of……」K-FRONT＋番外公演　脚本・演出（2012年12月）
- 「THE BANK」K-FRONT＋Vol.3　脚本・演出（2013年7月）
- 「DROPS」劇団和―ルド旗揚げ公演　脚本提供（2016年1月）
- ロックミュージカルショー「STAND IN THE WORLD」　脚本・演出（2016年6月）
- ラストスクール企画　「向日葵のようなその姿」　脚本・演出（2018年8月）
- ミュージカル「帝都メルヒェン探偵録」脚本・演出（2020年2月）原作：黒崎リク
- 「青色と灰色の境界線-Inherit The Heart-」脚本・演出(2023年8月)

## ラジオ
- 「オムレットらじお」MC（FMうらやす）
- 「小金井フレンドパーク」ゲスト出演（FM小金井）
- 「やばせ一郎と大野ひろみの元気が出るラジオ」ゲスト出演（FM茶笛）
- 「林 将平とPeppersのトラフィックライト」メインパーソナリティ(ホンマルラジオ)2022年4月～

## テレビ
- 「ザ・ノンフィクション」 2019年3月3日放送（フジテレビ）

## 教育・セミナー・ワークショップ
- オムレット演技塾　講師
- アートエンターテイメント　非常勤演技講師
- オンリーワンアカデミー　子役演技講師
- Landscape　講師